# Haddon Sundblom
Haddon Sundblom (Muskegon, Míchigan 22 de junio de 1899-Chicago, Illinois 10 de marzo de 1976) fue un pintor estadounidense de origen sueco conocido por crear la imagen de Santa Claus por encargo de la empresa Coca-Cola.
Entre 1931 y 1966, Haddon fue el responsable de dar una imagen más humanizada y creíble del personaje de Papá Noel.
El artista, que tomó como primer modelo a un vendedor jubilado llamado Lou Prentice, hizo que perdiera su aspecto de gnomo y ganase en realismo. Santa Claus se hizo más alto, grueso, de rostro alegre y bondadoso, ojos pícaros y amables, y vestido de color rojo con ribetes blancos, que eran los colores oficiales de Coca-Cola. El personaje estrenó su nueva imagen, con gran éxito, en la campaña de Coca-Cola de 1931, y el pintor siguió haciendo retoques en los años siguientes. Los dibujos y cuadros que Sundblom pintó entre 1931 y 1966 fueron reproducidos en todas las campañas navideñas que Coca-Cola realizó en el mundo, y tras la muerte del pintor en 1976, su obra ha seguido difundiéndose constantemente.

## Rumor sobre pintar aWilliam Penn
También se dice que fue el encargado de pintar un retrato de William Penn; quien pertenecía a la secta de los cuáqueros. Dicho retrato corresponde a la imagen de la compañía Quaker Oats Company. Si bien dicha compañía alega que el personaje en cuestión es ficticio y sólo representa la imagen de los cuáqueros.